# ردكنية
الردكنية (الاسم العلمي:Redkinia) هي جنس أحفوري عصوي الشكل من العصر الإدياكاري مهدبة مع إسقاطات كبيرة وصغيرة التي يمكن مقارنتها بالفك السفلي عند مفصليات الأرجل وأجزاء الفم للويواكسية والأدونتوغريفوس.